# Csonka Zsuzsa (keramikus)
Csonka Zsuzsa (Budapest, 1956. január 3. –) keramikus iparművész.

## Életpályája
1974-ben érettségizett a Képző- és Iparművészeti Szakközépiskolában szobrász tanszéken tanult, majd 1980-1981-ben védte diplomáját a Magyar Iparművészeti Főiskola porcelán szakán Csekovszky Árpád, Schrammel Imre, Litkei József, Kovács Ferenc és Segesdi György növendékeként. 1981 óta önállóan dolgozik saját műhelyében. Porcelánból, fajanszból készít használati és dísztárgyakat, egyedi alkotásokat. Csoportos kiállításokon szerepelt Bolognában (1995), Hamburgban (1994), Gödöllőn (1997), Keszthelyen (1998).